# Tomáš Halász
Tomáš Halász (* 25. Mai 1990 in Košice, Tschechoslowakei) ist ein slowakischer Eishockeytorwart, der seit Mai 2019 bei MAC Budapest in der slowakischen Extraliga unter Vertrag steht.

## Karriere
Tomáš Halász begann seine Karriere als Eishockeyspieler in seiner Heimatstadt in der Nachwuchsabteilung des HC Košice. In der Saison 2008/09 gab der Torwart sein Debüt im professionellen Eishockey für den HK Orange 20. Unter diesem Namen trat die slowakische U20-Nationalmannschaft in der Extraliga an. Zur Saison 2009/10 rückte er in den Profikader des HC Košice auf, mit dem er auf Anhieb den slowakischen Meistertitel gewann. Diesen Erfolg konnte er mit seiner Mannschaft in der Saison 2010/11 wiederholen. Von 2009 bis 2011 trat er zudem als Leihspieler in insgesamt zwölf Spielen für den HC 46 Bardejov in der 1. Liga, der zweiten slowakischen Spielklasse, an.
Zu Beginn der Saison 2012/13 wurde Halász von seinem Heimatverein an den HC Olomouc ausgeliehen, der der zweiten tschechischen Spielklasse angehörte. Dort etablierte sich Halász zunächst als Back-Up-Torwart und im Verlauf der folgenden Saison als Stammtorhüter. Der HC Olomuoc schloss die Hauptrunde der Saison 2013/14 auf dem zweiten Platz ab und qualifizierte sich damit für die Qualifikationsrunde um  den Aufstieg in die tschechische Extraliga. In dieser schaffte der HC Olomuoc mit dem zweiten Platz den Aufstieg. Nach diesem Erfolg wurde Halász vom HC Pardubice unter Vertrag genommen. Parallel zu seinen Einsätzen als Back-up bei Pardubice spielte Halász in der Saison 2014/15 auch für die Kooperationsmannschaften des Klubs in der 1. Liga, LHK Jestřábi Prostějov  und HC Dukla Jihlava. Für die Saison 2015/16 kehrte er zu seinem Stammverein in die Slowakei zurück, ehe er im Sommer 2016 vom HC Litvínov verpflichtet wurde. Im Dezember des gleichen Jahres wurde er an den BK Mladá Boleslav ausgeliehen, zudem erhielt er erneut Einsätze in der zweiten tschechischen Spielklasse beim HC Most und HC Benátky nad Jizerou.
Seit Mai 2017 steht er bei den Orli Znojmo in der Erste Bank Eishockey Liga (EBEL) unter Vertrag.

### International
Für die Slowakei nahm Halász an der U18-Junioren-Weltmeisterschaft 2008 sowie der U20-Junioren-Weltmeisterschaft 2010 teil.

## Erfolge und Auszeichnungen
- 2010 Slowakischer Meister mit dem HC Košice
- 2011 Slowakischer Meister mit dem HC Košice
- 2014 Aufstieg in die tschechische Extraliga mit dem HC Olomouc

## Karrierestatistik
(Legende zur Torhüterstatistik: GP oder Sp = Spiele insgesamt; W oder S = Siege; L oder N = Niederlagen; T oder U oder OT = Unentschieden oder Overtime- bzw. Shootout-Niederlage; Min. = Minuten; SOG oder SaT = Schüsse aufs Tor; GA oder GT = Gegentore; SO = Shutouts; GAA oder GTS = Gegentorschnitt; Sv% oder SVS% = Fangquote; EN = Empty Net Goal; 1 Play-downs/Relegation; Kursiv: Statistik nicht vollständig)